# كوب الأرض
كَوْبُ الأرض (الاسم العلمي: Geopora)، جنس فطريات الشبيهة بالكمء تنتمي إلى فصيلة خيطيات نارية، ويضم حاليًا 13 نوعًا موصوفًا. قُييد الجنس من قبل عالم الفطريات هارفي ويلسون هاركنيس في عام 1885. تشير دراسات النسالة الجزيئية إلى أنه من الأفضل إعادة وضع فطر كوب الأرض في جنس منفصل، Sepultaria. سيشمل كوب الأرض بعد ذلك Geopora cooperi وأقاربه المقربين فقط.

## الأنواع
- Geopora arenicola
- Geopora arenosa
- Geopora cercocarpi[6]
- Geopora cervina
- Geopora cooperi
- Geopora foliacea
- Geopora sepulta
- Geopora sumneriana
- Geopora tenuis